# قیچی متزنبام

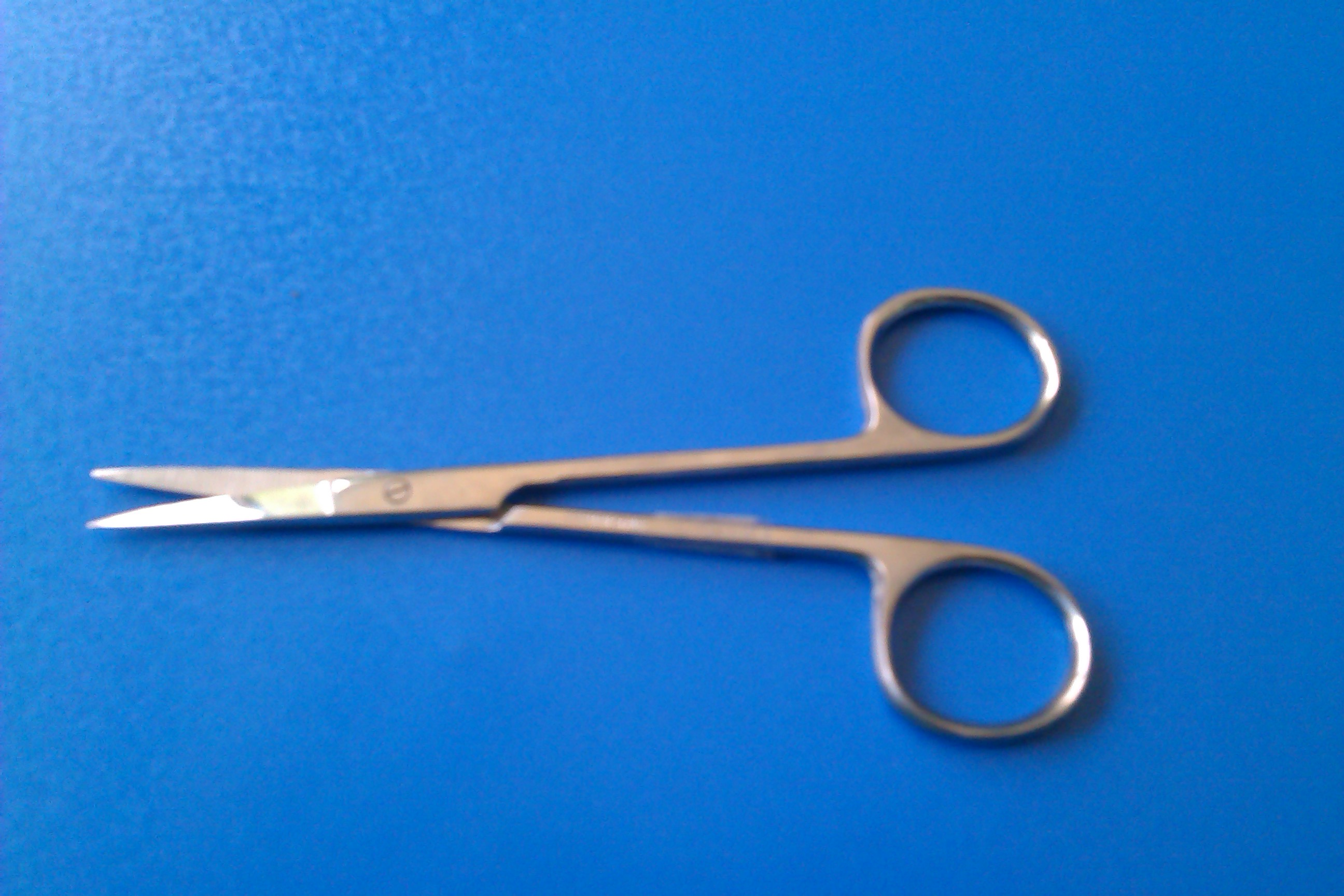
قیچی متزنبام

متزنبام(به انگلیسی: Metzenbaum scissors) نام یک قیچی جراحی از جنس کاربید تنگستن بوده که به صورت بلند یا کوتاه و با تیغه‌های مستقیم یا کرو (زاویه‌دار) یافت می‌شود. نوع رایج آن دارای تیغه‌های زاویه دار، باریک، بلند و انتهای کند (بلانت) می‌باشد.
این ابزار در اندازه‌های  ۵٫۵ اینچی (حدود ۱۴ سانتی متر) تا ۱۴ اینچی (حدود ۳۶٫۵ سانتی متر) موجود است.
- نام این وسیله برگرفته از نام طراح پزشک و متخصص جراحی دهان و فک و صورت، مایرون فرث متزنبام (به انگلیسی: Myron Firth Metzenbaum) به سال (۱۸۷۶-۱۹۴۴) می‌باشد.
- این قیچی شباهت زیادی به قیچی میو (نوعی قیچی‌های جراحی)داشته، با این تفاوت که قیچی متزنبام از وزن کمتر و ظرافت بیشتری برخوردار است.[۶]

## کاربرد
از این ابزار در جهت برش بافتهای نرم، ظریف و سطحی استفاده می‌شود.
همچنین در اعمال جراحی دندان، زنان و زایمان، پوست، چشم و در دامپزشکی کاربرد دارد.